# Serp d'Esculapi
La serp d'Esculapi (Zamenis longissimus, abans Elaphe longissima) és una espècie de serp de la família dels colúbrids, freqüent a Europa, incloent-hi Catalunya.

## Morfologia i hàbitat
És una serp no verinosa, molt prima i llarga. Té molta destresa per pujar als arbres. De jove s'alimenta de sargantanes petites. A mesura que creix va incorporant ratolins, talpons i musaranyes.
Les femelles de la serp d'Esculapi ponen entre cinc i vuit ous a principis d'estiu. S'han identificat individus amb casos d'albinisme i també amb melanisme en aquesta espècie.
Aquesta serp no es troba en perill d'extinció.

## Mitologia
La serp d'Esculapi està relacionada amb Asclepi de la mitologia grega, que és l'Esculapi de la mitologia romana, i amb la història de la medicina. És la serp que es troba enroscada a la vara d'Esculapi i a la copa d'Higiea, símbols de la medicina.
Aquesta espècie també és probablement la serp del Caduceu del déu Hermes, que va evitar que dues serps es barallessin amb la seva vara.